# Mecutina
Mecutina is een geslacht van hooiwagens uit de familie Assamiidae.
De wetenschappelijke naam Mecutina is voor het eerst geldig gepubliceerd door Roewer in 1935. 

## Soorten
Mecutina omvat de volgende 2 soorten:
- Mecutina filipes
- Mecutina moshinia